# 袁宏 (成化進士)
袁宏（1441年—？），字德宏，直隸安慶府桐城縣人，軍籍，明朝政治人物。進士出身。

## 生平
早年出身縣學生，舉成化十年（1474年）甲午科應天府鄉試第九十五名。成化十一年（1475年）乙未科會試第一百三十一名，殿試登進士第二甲第四十三名。

## 家族
曾祖父袁文政。祖父袁遂志。父亲袁子璘。